# هارلان غرين
هارلان غرين (بالإنجليزية: Harlan Greene)‏‏ (19 يونيو 1953 في تشارلستون، كارولاينا الجنوبية - ) مؤرخ، وروائي، وأمين الأرشيف من الولايات المتحدة.

## الجوائز
- جائزة لامدا الأدبية